# Житар
Житарите са фискални чиновници във Втората българска държава, натоварени със събирането на данъка върху житото - житарство (на гръцки: σιταρκία). Терминът се среща в Рилската (ред 54) и Витошката (ред 9) грамота на цар Иван Шишман (1371-1393).